# 신승경
신승경(1981년 9월 7일 ~ )은 대한민국의 전직 축구 선수이다. 현역 시절 포지션은 골키퍼였다.
자녀는 신준우가 있고 아내는 선명희가 있다.
주 번호는 21번이나 40번으로 알려진다.
현재는 부산시 해운대구 재송동 센텀스타에 거주 하는 것으로 알려져있다.
은퇴 후 현재 직업은 동명 FC 골키퍼 코치이고 저번 동명FC U-18기에서 부산 아이파크
선수를 송출해낸다.